# Église Saint-Maurice de Saint-Maurice-la-Clouère
L'église Saint-Maurice est une église catholique située à Saint-Maurice-la-Clouère, en France.

## Localisation
L'église de la fin du XIe siècle ou du début du XIIe siècle, est située dans le département français de la Vienne, sur la commune de Saint-Maurice-la-Clouère. Elle est bordée au nord par la « rue Principale », au sud par la « place de la Liberté » et à son chevet passe la « rue du Moulin ».

## Historique
L'édifice est classé au titre des monuments historiques en 1890 et 1938 pour le terrain communal entourant l'église.

## Description
L'église possède un plan tréflé unique en Poitou.
L'édifice est construit en moyen appareil calcaire.
Son chevet est de style roman à absidioles. Sur ses murs, les moellons de pierre conservent les marques des tailleurs. Les fenêtres en plein cintre sont entourées de grandes arcatures qui correspondent, chacune, à deux plus petites à l'étage supérieur. Ces arcatures sont aveugles. Elles reposent sur de fines colonnes surmontées de chapiteaux sculptés. Une corniche à modillons ceinture l'abside et les absidioles.
Le chevet rappelle l'art roman saintongeais avec ses contreforts colonnes et ses arcades.
L'extérieur des bras du transept est à pans, limités par des contreforts-colonnes alors que l'intérieur est, lui, en  hémicycle.
Le clocher de l'église a été transformé en tour de défense au XVIe siècle. Il est aveugle, massif et de plan carré. Sa forme rappelle plus celle d'un donjon que celle d'un clocher.
Elle a un beau portail latéral nord avec trois voussures sculptées et ornées par des artistes du XIIIe siècle
- de griffons affrontés sur la voussure intérieure
- des fleurons superposés sur la voussure centrale
- de palmettes pour la voussure extérieure

Les chapiteaux, situés de part et d'autre du portail, représentent à droite des oiseaux affrontés et à gauche des quadrupèdes aussi affrontés.
L'église est composée d'une nef et de deux collatéraux. La nef et les collatéraux ont pratiquement la même hauteur. L'éclairage vient des bas-côtés et du chœur dans un style roman poitevin caractéristique. L'église fait 20m de large dans sa plus grande largeur pour 30m de long. Le plan de la nef est légèrement trapézoïdal. Le transept possède des absidioles orientées. Le chœur est composé de deux courtes travées et d'un hémicycle.
À l'intérieur, il est possible d'admirer des peintures du XIVe siècle et du XVIe siècle. Celles-ci ont été dégradées par l'humidité. Toutefois se dégagent :
- à la voûte de l'abside, un grand Christ en majesté, avec un quadrilobe où figurent les symboles des Évangélistes.
- sur le berceau du chœur, des prophètes et des Apôtres, en partie effacés.
- dans le bas-côté droit, des peintures du XVIe siècle dont la lecture est difficile. Elles représentent des bateaux.
- une litre seigneuriale.

À la croisée du transept, des sculptures décorent le pourtour de la coupole sur pendentifs plats, renforcée par des nervures. Les nombreux chapiteaux sont décorés : rinceaux, formes géométriques, oiseaux, quadrupèdes.